# Polina Semionowa
Polina Semionowa (ros. Полина Семионова; ur. w 13 września 1984 roku w Moskwie) – rosyjska balerina. Była uczennica szkoły baletowej Teatru Bolszoj. Po ukończeniu w 2002 roku szkoły, mimo swojego bardzo młodego wieku (18 lat), dołączyła do Berlin Staatsoper Balet. Swój talent prezentowała na wielu konkursach baletowych w Rosji, jak i na konkursach międzynarodowych. Największy prestiż i uznanie zdobyła po wyjeździe do Japonii gdzie partnerowała Władimirowi Małachowowi. W Niemczech jest również znana jako tancerka z wideoklipu Herberta Grönemeyera – Demo (Letzter Tag). Nazywano ją "Prima Balerinką" przez jej wyjątkowo wówczas młody wiek.